# Lanternarius mollinus
Lanternarius mollinus är en skalbaggsart som först beskrevs av Ernst Hellmuth von Kiesenwetter 1851.  Lanternarius mollinus ingår i släktet Lanternarius och familjen strandgrävbaggar. Inga underarter finns listade i Catalogue of Life.